# Os Saltimbancos Trapalhões
Os Saltimbancos Trapalhões é um filme brasileiro estrelado pelo grupo humorístico Os Trapalhões em 1981, baseado na peça teatral Os Saltimbancos , de Sergio Bardotti e Luis Enríquez Bacalov, adaptada para o português por Chico Buarque, por sua vez uma adaptação do conto Os Músicos de Bremen dos Irmãos Grimm. Foi dirigido por J. B. Tanko e lançado em 1981, sendo considerado pela crítica como o melhor filme do grupo. O picadeiro utilizado no filme pertence ao Circo Irmãos Power.
Em novembro de 2015 o filme entrou na lista feita pela Associação Brasileira de Críticos de Cinema (Abraccine) dos 100 melhores filmes brasileiros de todos os tempos.

## Sinopse
Didi, Dedé, Mussum e Zacarias, funcionários humildes, trabalham no Grand Circo Bartholo como 
contra-regras, mas arrumam tantas trapalhadas quando aparecem para o público que passam a ser número obrigatório e a maior atração, sendo explorados, em sua ingenuidade por Barão (Paulo Fortes), o dono do circo. A filha de Barão, Karina (Lucinha Lins), por quem Didi está apaixonado, é bailarina e namorada de Frank, o acrobata, que é objeto de desejo de Tigrana (Mila Moreira), a domadora de leões e assistente do perverso mágico e hipnotizador Assis Satã (Eduardo Conde). Enciumado, Satã, sócio do Barão, conta que Frank está conscientizando os Trapalhões e promete afastá-lo de Karina e do circo, desde que seja dobrada sua participação nos lucros. Rapta Frank e o prende na casa onde Barão guarda o dinheiro que lucra, com o qual pretende reviver o fausto que a família teve no passado e arrumar um casamento milionário para Karina. Os Trapalhões, sonhando com a liberdade, e Karina, julgando ter sido abandonada por Frank, fogem para a cidade grande, imaginando chegar a Hollywood. A realidade das ruas é dura e eles voltam, conseguindo salvar Frank. Em conjunto com os outros artistas do circo, Frank, Karina e os Trapalhões arregimentam um grande público e procuram o Barão, que aceita contratá-los de maneira mais digna ao vê-los unidos e ao perceber que a força do espetáculo está com eles. No fim da grande apresentação, Karina convida Didi para ser o padrinho de seu casamento com Frank, deixando o trapalhão arrasado. O espetáculo final começa enquanto o trapalhão sofre sozinho em meio a alegria dos demais membros do circo.

## Elenco
| Elenco              | Personagem         |
| ------------------- | ------------------ |
| Renato Aragão       | Didi               |
| Dedé Santana        | Dedé               |
| Mussum              | Mussum             |
| Zacarias            | Zacarias           |
| Lucinha Lins        | Karina Bartholo    |
| Mário Cardoso       | Frank Severino     |
| Eduardo Conde       | Assis Satã         |
| Mila Moreira        | Tigrana            |
| Paulo Fortes        | Barão Bartholo     |
| Ivan Lins           | Pianista           |
| Carlos Kurt         | Leão de chácara    |
| Amauri Guarilha     | Leão de chácara    |
| Radar               | Leão de chácara    |
| Quinzinho           | Anão               |
| Youssef Salim Elias | Salim              |
| Jessé Dantas        | Segurança do circo |

## Trilha sonora
A trilha sonora de Os Saltimbancos Trapalhões constitui-se de versões para as faixas que integravam Os Saltimbancos, musical infantil de Sergio Bardotti, Luis Enríquez Bacalov e Chico Buarque, e que teve montagem histórica no teatro Canecão com artistas como Nara Leão e Miúcha. Os números utilizados no filme são os seguintes:
- Piruetas - Chico Buarque & Os Trapalhões
- Hollywood - Lucinha Lins & Os Trapalhões
- Alô, Liberdade - Bebel Gilberto & Os Trapalhões
- A Cidade dos Artistas - Elba Ramalho & Os Trapalhões
- História de uma Gata - Lucinha Lins
- Rebichada - Chico Buarque & Os Trapalhões
- Minha Canção - Lucinha Lins
- Meu Caro Barão - Chico Buarque & Os Trapalhões
- Todos Juntos - Lucinha Lins & Os Trapalhões
- Abertura da Ópera Carmen (ópera) de Georges Bizet
- Aida (ópera) Giuseppe Verdi  Gloria all' Egitto, Marcia trionfale; Ballabile; Vieni, o guerriero vindice

## Legado
Em 2014, foi lançada uma versão para o teatro, Os Saltimbancos Trapalhões - O Musical,  montada por Charles Möeller e Claudio Botelho, no ano seguinte, foi confirmado um novo filme inspirada na peça. Os Saltimbancos Trapalhões: Rumo a Hollywood, dirigido por  João Daniel Tikhomiroff, que estreou em 19 de janeiro 2017, mantendo os Trapalhões  sobreviventes Renato Aragão e Dedé Santana e contando com o circo de Marcos Frota, que no filme interpreta Satã, o gerente do circo. No elenco estão Letícia Colin como Karina, Emilio Dantas como Frank, Alinne Moraes como Tigrana, Rafael Vitti, Maria Clara Gueiros, Nelson Freitas, Roberto Guilherme e Lívian Aragão.